# Willem Corneliszoon Schouten
Willem Corneliszoon Schouten (ur. ok. 1567 w Hoorn, zm. 1625 w Zatoce Antongil, Madagaskar) – żeglarz holenderski, który poszukiwał przejścia łączącego Atlantyk z Pacyfikiem. W latach 1601–1603 był chirurgiem okrętowym. W 1615 roku wysłany przez holenderską Kompanię Wschodnioindyjską w celu dotarcia do Indonezji. W 1616 roku opłynął Przylądek Horn, który nazwał na cześć swojego rodzinnego miasteczka. Pozostawił relację z wyprawy: Journal ofte Beschrijving van de wonderlickie Reyse... (1681).